# Señor Crucificado del Rímac

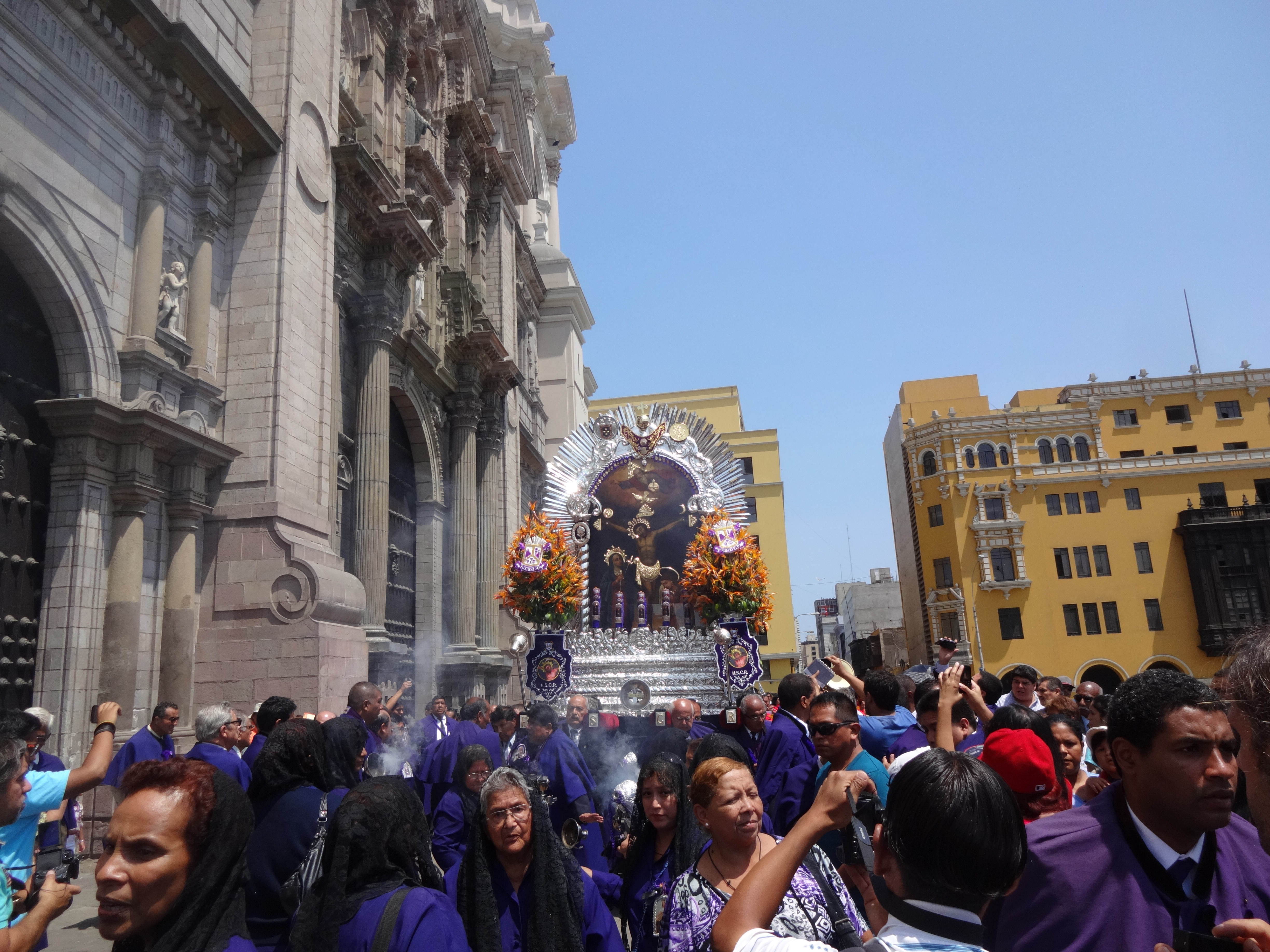
Señor Crucificado del Rímac (Lima, 2014)

Señor Crucificado del Rímac es una imagen de Cristo en la cruz pintada al óleo en un lienzo. Se venera en la Iglesia de Santa Liberata del Distrito del Rímac de Lima, Perú.

## Historia
Se cuenta que en el año de 1850, un niño de nombre Pedro Salazar Quezada, encontró dentro de un hoyo a orillas de una acequia grande del antiguo barrio del Limoncillo del Distrito del Rímac, un lienzo al óleo de la imagen de Cristo Crucificado teniendo a sus pies a la Virgen María de los Dolores y a Santa María Magdalena. El niño llevó el lienzo a su casa, entregándolo a su madre, quien junto a los vecinos empezaron a rendirle culto bajo la advocación de "Señor de Lipa" (por el nombre del solar donde se encontraba la vivienda del niño), y también se le conoció como señor de los Milagros por el parecido al Crucificado de Nazarenas. 
En 1863, el entonces Arzobispo de Lima José Sebastián de Goyeneche y Barreda, dispone que la imagen sea conocida como el "Señor Crucificado del Rímac".
El 21 de marzo de 1876, el Arzobispo de Lima concedió la debida Licencia, autorizando se saque en procesión la venerada imagen.

## Festividades
Se llevan a cabo en los meses que cae Domingo de Ramos y Semana Santa de marzo - abril y recorre procesionalmente el Distrito del Rímac en Viernes Santo que es el día central.

## Hermandad del Señor Crucificado del Rímac
Institución tiene su origen histórico el 2 de febrero de 1850 día en que se encontró el lienzo del Señor los primeros en integrarla fueron los fieles del solar quienes se reunían para rendirle culto, fue reconocida canónicamente el 21 de junio de 1883.
Está conformada por 16 cuadrillas de hermanos cargadores, un grupo de hermanas sahumadoras y un grupo de hermanas cantoras.

## Patronazgos
- Distrito del Rímac, desde el 15 de enero de 1940.
- Guardia Republicana del Perú
- Compañía de Bomberos "Rímac" No. 21

## Cuerpo de hermandad
Está conformada por 17 cuadrillas, un grupo de cantoras, un grupo de sahumadoras y el grupo de Guardianes del Señor encargados del armado, conservación y protección de la imagen. Cada cuadrilla tiene su propia guardada cada 8 años lo cual son 2 cuadrillas que guardan cada año una en Domingo de Ramos y la central el Viernes Santo.